# Volkswagen Routan
La Volkswagen Routan es una variante re-etiquetada de la plataforma RT de Chrysler (minivan de siete plazas); cuyo diseño y estilo sufrió una revisión extensa para distinguirla de sus hermanas de plataforma: la Dodge Grand Caravan y la Chrysler Town & Country. Volkswagen inició su comercialización en septiembre de 2008 solo en el mercado estadounidense.
Aunque Volkswagen se ha puesto el objetivo de triplicar sus ventas en Estados Unidos hacia el año 2018, no contaba con una minivan adecuada para los mercados estadounidense y canadiense, ya que el Volkswagen Sharan (que es una minivan de concepción netamente europea), no tendría el éxito esperado en dichos mercados. Por ello, Volkswagen formó una sociedad en el año 2005 con el Grupo Chrysler, en aquel entonces como parte de DaimlerChrysler, para comercializar la primera minivan de la marca en los Estados Unidos y Canadá desde que la EuroVan T4 fue descontinuada de estos mercados en el 2002.
Aunque el nombre suena similar al europeo Volkswagen Touran, la Routan no tiene nada que ver con este monovolumen de tamaño mucho más pequeño. Brooke Shields ha sido la imagen de su campaña publicitaria en los Estados Unidos.

## Diferencias contra las minivan de Chrysler y Dodge
La Routan presenta un interior rediseñado y unos reglajes de suspensión específicos. No presenta los sistemas de Chrysler 'Swivel-n-go' o el 'Stow-n-go', sin embargo, comparte los trenes motores con los vehículos de la plataforma RT de Chrysler.
Los motores disponibles originalmente eran dos V6 de origen Chrysler: Un V6 3.8 L 197 CV (147 kW) y un par máximo de 312 N•m (230 lb-pie), y el motor V6 4.0 L 251 CV (187 kW) y par máximo de 351 N•m (259 lb-pie). Ambos motores se complementan con la caja de cambios automática de Chrysler 62TE de 6 velocidades con Autostick (capacidad de cambio secuencial). Volkswagen tenía previsto adaptar su motor V6 a 15º 3.6 L para reemplazar el motor V6 3.8 L de Chrysler para el año 2010, sin embargo incluyó el motor Pentastar 3.6 L 288 CV (215 kW) y 265 lb•ft (359 N•m) de par, de origen Chrysler en 2011.
La Routan se produce en la planta de ensamblaje de Chrysler en Windsor (Ontario, Canadá), en la misma línea que los Dodge Caravan y Chrysler Town & Country. Su presentación a nivel mundial tuvo lugar en el Salón del Automóvil de Chicago el 6 de febrero de 2008.

## Comercialización

### Estados Unidos
Volkswagen Group of America hizo algunas declaraciones en las que dice que el propósito de la venta de la Routan es ganar al menos una participación del cinco por ciento, lo que significa unas treinta y cinco mil unidades de las setecientas mil unidades de minivanes vendidas en Estados Unidos a diciembre de 2008. Sus competidoras más fuertes en ese mercado son la Honda Odyssey, la Hyundai Entourage, la Toyota Sienna y la Nissan Quest.
La Routan está disponible en tres distintas versiones para el mercado estadounidense:
- S con el motor V6 3.8 L con un precio desde USD $24 700
- SE con el motor V6 3.8 L con un precio desde USD $29 600
- SEL con el motor V6 4.0 L con un precio desde USD $33 200

### México
Volkswagen de México comercializa la Routan junto con la Transporter T5, sustituyendo a la europea Volkswagen Sharan en noviembre de 2008.
La Routan se comercializa en dos versiones distintas para el mercado mexicano:
- Prestige con el motor V6 3.8 L Pentastar de Chrysler con un precio desde MXP $376 552 hasta MXP $383 011
- Exclusive con el motor V6 3.8 L Pentastar de Chrysler con un precio desde MXP $419 342 hasta MXP $449 287

### Canadá
Volkswagen Canada comenzó la comercialización de la Routan durante el cuarto trimestre de 2008.
La Routan está disponible en cuatro distintas versiones para el mercado canadiense:
- Trendline con el motor V6 4.0 L con un precio desde CAD $27 975
- Comfortline con el motor V6 4.0 L con un precio desde CAD $33 975
- Highline con el motor V6 4.0 L con un precio desde CAD $39 975
- Execline con el motor V6 4.0 L con un precio desde CAD 59 975

## Fin de la producción
Con ocasión del Salón del Automóvil de Nueva York, Volkswagen anunció que Volkswagen Routan no seguiría produciéndose debido a sus bajas ventas.